# أنور أحمد الياور
أنور أحمد عجيل عبد العزيز الياور(25 أغسطس 1960) شيخ مشايخ قبيلة شمر خلفاً لعمه الشيخ المرحوم محسن عجيل الياور وسياسي عراقي.
شغل منصب عضو في الجمعية الوطنية الانتقالية المؤقتة عامي 2004 و2005.
كما شغل منصب عضو في مجلس النواب العراقي في دورته الأولى بديلا عن غازي الياور بتاريخ 6 أيلول 2007 وممثلا للقائمة العراقية الوطنية.

## روابط خارجية
- الصفحة الرسمية على الفيسبوك